# Karl Wittrock
Karl Wittrock (* 29. September 1917 in Kassel; † 1. Februar 2000 in Wiesbaden) war ein deutscher Jurist und Politiker (SPD) sowie von 1978 bis 1985 Präsident des Bundesrechnungshofes.

## Leben und Beruf
Karl Wittrock entstammte einer sozialdemokratischen Familie; sein Vater Karl Wittrock sen. war bereits in der Weimarer Republik Spitzenfunktionär der Kasseler SPD gewesen. Wittrock jun. schloss sich noch vor 1933 der Sozialistischen Arbeiterjugend an, die jedoch bald darauf von den Nationalsozialisten verboten wurde.
Nach dem Abitur wurde Wittrock 1938 zur Wehrmacht eingezogen und nahm bis zu seiner Gefangennahme 1944 am Zweiten Weltkrieg teil. Nach der Entlassung aus amerikanischer Kriegsgefangenschaft studierte Wittrock von 1946 bis 1949 Rechtswissenschaften in Frankfurt am Main.
Dort trat er 1946 auch in die SPD ein und engagierte sich im Sozialistischen Deutschen Studentenbund (SDS), dem er 1947/48 als Vorsitzender für die US-Zone – an der Seite von Helmut Schmidt für die Britische Zone – vorstand.
Nach dem Studium arbeitete er zunächst als Rechtsanwalt und engagierte sich unter anderem in der Kommunalpolitik.

## Abgeordneter
Von 1953 bis 1963 war Karl Wittrock Mitglied des Deutschen Bundestages, ab 1961 als direkt gewählter Abgeordneter des Wahlkreises Wiesbaden. Er widmete sich insbesondere umwelt- und rechtspolitischen Fragen. Seit 1956 gehörte er dem SPD-Fraktionsvorstand an; ab 1961 war er zudem Vorsitzender des Arbeitskreises Rechtspolitik der SPD-Fraktion.

## Öffentliche Ämter
Im Mai 1963 legt Wittrock sein Bundestagsmandat nieder, da ihm das Amt des Regierungspräsidenten in Wiesbaden übertragen worden war, das er bis 1967 innehatte.
Vom 1. April 1967 bis zum 20. Mai 1974 war er beamteter Staatssekretär im Bundesministerium für Verkehr, das von 1969 bis 1972 „Bundesministerium für Verkehr und für das Post- und Fernmeldewesen“ hieß.
Vom 1. Februar 1978 bis zum 30. September 1985 war er schließlich Präsident des Bundesrechnungshofes.

## Veröffentlichungen
- Raumordnung, Raumplanung und Raumpolitik. Wiesbaden 1958.
- Möglichkeiten und Grenzen der Finanzkontrolle. Das Verhältnis des Bundesrechnungshofes zum Bundestag. In: ZParl, 1982, Heft 2, Seiten 209–219.
- Parlament, Regierung und Rechnungshof. Zur Geschichte einer schwierigen Dreiecksbeziehung. Jg. 1986, Heft 3, Seiten 414–422.
- Als kontrolliert wurde, was mit dem Taler geschah. Unbekanntes aus preussischer Geschichte 1713–1866. Westdeutscher Verlag, Opladen 1997.

## Auszeichnungen
- Großes Bundesverdienstkreuz (1980) mit Stern und Schulterband (1984)
- Ehrendoktor der Freien Universität Berlin